# Сент-Юзаж (Об)
Сент-Юза́ж (фр. Saint-Usage) — коммуна во Франции, находится в регионе Шампань — Арденны. Департамент — Об. Входит в состав кантона Эссуа. Округ коммуны — Труа.
Код INSEE коммуны — 10364.
Коммуна расположена приблизительно в 190 км к юго-востоку от Парижа, в 100 км южнее Шалон-ан-Шампани, в 50 км к юго-востоку от Труа.

## Население
Население коммуны на 2008 год составляло 88 человек.
| 1962 | 1968 | 1975 | 1982 | 1990 | 1999 | 2008 |
| ---- | ---- | ---- | ---- | ---- | ---- | ---- |
| 98   | 110  | 110  | 98   | 86   | 88   | 88   |

## Экономика

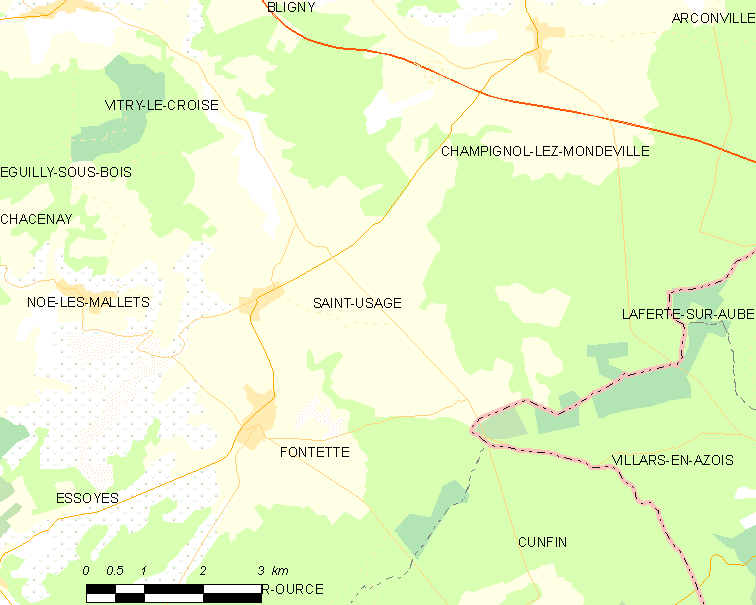
Карта коммуны

В 2007 году среди 60 человек в трудоспособном возрасте (15—64 лет) 38 были экономически активными, 22 — неактивными (показатель активности — 63,3 %, в 1999 году было 73,3 %). Из 38 активных работали 38 человек (20 мужчин и 18 женщин), безработных не было. Среди 22 неактивных 7 человек были учениками или студентами, 8 — пенсионерами, 7 были неактивными по другим причинам.